# Eric (minissérie)
Eric é uma minissérie britânica de televisão via streaming do gênero thriller psicológico, composta por seis episódios e criada para o serviço Netflix. É estrelada por Benedict Cumberbatch como um marionetista perturbado, cujo filho desaparece na cidade de Nova York nos anos 1980. O roteiro foi escrito por Abi Morgan com Lucy Forbes dirigindo e Holly Pullinger produzindo a série. A série foi lançada em 30 de maio de 2024.

## Sinopse
Na cidade de Nova York dos anos 1980, Vincent é um marionetista em um casamento infeliz cujo filho de nove anos, Edgar, desaparece. O comportamento cada vez mais volátil de Vincent o afasta de seus amigos, familiares e colegas de trabalho. Depois de problemas com abuso de substâncias, Vincent se convence de que pode se reunir com Edgar com a ajuda de seu boneco de dois metros de altura, Eric.

## Elenco
- Benedict Cumberbatch como Vincent Anderson[3]
  - Cumberbatch também fornece a voz de Eric
- Ivan Morris Howe como Edgar Anderson
- Gaby Hoffmann como Cassie Anderson
- McKinley Belcher III como Michael Ledroit
- Roberta Colindrez como Ronnie
- Jeff Hephner como Richard Costello
- Wade Allain-Marcus como Alex Gator
- Mark Gillis como William Elliot
- Dan Fogler como Lennie Wilson
- Clarke Peters como George Lovett
- Phoebe Nicholls como Anne Anderson
- David Denman como Cripp
- Bamar Kane como Yuusuf Egbe
- Adepero Oduye como Cecile Rochelle
- John Doman como Robert Anderson
- Alexis Molnar como Raya
- Donald Sage Mackay como Jerry
- Bence Orere como Marlon Rochelle
- Orlando Norman como Ricardo
- Stefan Race como TJ
- José Pimentão como Sebastian

## Produção

### Desenvolvimento
A Netflix encomendou a série de seis episódios em novembro de 2021 para ser feita pelas produtoras Little Chick and Sister. 
O roteiro foi escrito por Abi Morgan com Lucy Forbes dirigindo e atuando como produtora executiva. Holly Pullinger produziu a série com Cumberbatch estrelando e atuando como produtor executivo. Jane Featherstone e Lucy Dyke da Sister também foram produtoras executivas, e Morgan também é produtor executivo da Little Chick.

### Escolha de elenco
Em fevereiro de 2023, foi revelado que se juntariam a Cumberbatch no elenco Gaby Hoffmann, McKinley Belcher III, Dan Fogler, Clarke Peters, Ivan Morris Howe, Phoebe Nicholls, David Denman, Bamar Kane, Adepero Odyue, Alexis Molnar e Roberta Colindrez. Mais tarde, no mesmo mês, Jeff Hephner e Wade Allain-Marcus se juntaram ao elenco. 

### Filmagens
A fotografia principal começou no início de 2023 com locais de filmagem incluindo Budapeste e Nova York. Cumberbatch foi fotografado pela mídia na rua com óculos e um sobretudo verde escuro. 

## Episódios
| N.º | Título                   | Dirigido por | Escrito por | Lançamento         |
| --- | ------------------------ | ------------ | ----------- | ------------------ |
| 1 | "Episode 1" "Episódio 1" | Lucy Forbes  | Abi Morgan  | 30 de maio de 2024 |
| Em 1985, o marionetista nova-iorquino Vincent Anderson, criador da série de televisão infantil de longa duração Good Day, Sunshine! e sua equipe enfrentam uma pressão cada vez maior da emissora para ampliar o apelo do programa com a introdução de novos personagens. O filho de Vincent, Edgar, sugere um grande monstro azul chamado Eric como um novo personagem, mas Vincent rejeita a ideia. Certa noite, Vincent e sua esposa Cassie têm uma discussão acalorada que é claramente audível para Edgar e, na manhã seguinte, Vincent permite que ele caminhe sozinho pelas poucas quadras até a escola. No trabalho, Vincent chega com um corte na testa e ignora vários telefonemas de Cassie, mas, ao chegar em casa, descobre que Edgar nunca chegou à escola e não pode ser localizado. Pouco depois de o detetive da polícia de Nova York, Michael Ledroit, assumir o caso, um funcionário do saneamento descobre uma camiseta do Good Day, Sunshine! manchada de sangue, que pertencia a Edgar. Ledroit está investigando uma casa noturna, The Lux, no caminho de Edgar para a escola. Durante uma visita noturna ao local, ele vê dois policiais, Kennedy e Nokes, espancarem um jovem no banheiro masculino e ouve Kennedy avisar Nokes sobre alguém ou algo que ele chama de “Número 8”. Quando Ledroit ouve a gravação secreta que fez no The Lux, ele ouve a voz de um garoto. Vincent, perturbado, recorre à bebida. Ele começa a se concentrar nos desenhos de Edgar sobre Eric depois de descobrir muitos deles no quarto do garoto. Na manhã seguinte, ele começa a imaginar que Eric está lá e o incita a encontrar Edgar. Enquanto isso, a jaqueta vermelha de Edgar é vista na rua. |                          |              |             |                    |
| 2 | "Episode 2" "Episódio 2" | Lucy Forbes  | Abi Morgan  | 30 de maio de 2024 |
| Vincent e Cassie fazem um apelo público por informações sobre Edgar. A investigação de Ledroit o leva ao porteiro do prédio, George Lovett, que foi preso anos atrás por um crime sexual envolvendo um menor. Ledroit encontra evidências no apartamento de Lovett de que Edgar passou algum tempo lá. No entanto, durante o interrogatório, Lovett explica que Edgar sempre ficava com ele quando seus pais discutiam. Enquanto distribui panfletos de pessoas desaparecidas, Cassie vê uma mulher sem-teto usando uma jaqueta vermelha semelhante à que Edgar usava. Vincent retorna inesperadamente ao trabalho e apresenta Eric a seu chefe, Lennie, que convence os executivos de sua rede a considerar a proposta de Vincent em uma próxima reunião. Ledroit retorna ao The Lux e descobre que o filho de um funcionário da cozinha é a criança cuja voz ele ouviu em sua gravação. Ao vasculhar as imagens de CCTV do quarteirão do apartamento dos Andersons, ele descobre que Vincent deixou o prédio logo depois de Edgar, o que é bem diferente do relato dos eventos que Vincent havia lhe dado anteriormente. Vincent começa a criar uma maquete do fantoche de Eric, enquanto é atormentado pelo Eric imaginário, que o incentiva a seguir essa ideia e o adverte contra antagonizar outras pessoas em sua vida. |                          |              |             |                    |
| 3 | "Episode 3" "Episódio 3" | Lucy Forbes  | Abi Morgan  | 30 de maio de 2024 |
| Lovett é liberado e inocentado de todas as acusações, enquanto Ledroit volta a focar sua investigação em Vincent, que está se preparando freneticamente para apresentar Eric à emissora. Durante o interrogatório na delegacia, Vincent revela que seguiu Edgar do prédio deles naquela manhã até um beco, onde os dois tiveram um confronto que resultou no fato de ele rasgar a camiseta de Edgar, e usá-la para limpar seu próprio sangue do ferimento que sofreu no incidente. As imagens do circuito interno de TV confirmam sua versão do que aconteceu e Vincent é liberado. Cassie conhece e se solidariza com Cecile, a mãe de outro garoto desaparecido, Marlon Rochelle, que sumiu no ano anterior. Vincent faz uma apresentação bem-sucedida para a emissora, mas um dos executivos depois diz a Lennie que eles querem assumir o personagem de Eric, mas se livrar de Vincent, citando seu comportamento volátil. Cecile convence Ledroit a retomar a busca por Marlon como parte de sua investigação, apesar da falta de provas de seu paradeiro, para grande frustração de seu superior. Em uma vila para moradores de rua embaixo do metrô, Edgar é revelado como vivo e mantido em cativeiro. |                          |              |             |                    |
| 4 | "Episode 4" "Episódio 4" | Lucy Forbes  | Abi Morgan  | 30 de maio de 2024 |
| Depois que Lennie informa a Vincent que a emissora o demitiu, ele responde com um discurso furioso sobre a deslealdade de Lennie. Mais tarde, Vincent vai a um restaurante elegante para confrontar Jerry, um executivo da emissora, mas o pai de Vincent, Robert, um rico incorporador imobiliário, aparece e expulsa Vincent do local. Ele promete apoiar Vincent com a condição de que ele vá para a reabilitação. Quando Vincent volta para casa, Cassie exige que ele se mude e revela que está grávida de outro filho, cujo pai é Sebastian, um funcionário de uma instituição de caridade com quem Cassie está tendo um caso. No vilarejo dos sem-teto, é mostrado que Edgar está lá porque seguiu um sem-teto, Yuusuf, que está sempre em sua vizinhança. Edgar admite que fez isso porque estava curioso sobre a arte do homem. Ledroit questiona um funcionário do saneamento sobre a descoberta da camiseta ensanguentada de Edgar, um incidente que foi capturado por uma câmera CCTV do bairro. Ledroit fica arrasado ao saber que seu parceiro, William Elliot, morreu de AIDS. Vincent fica com Lovett depois de deixar Cassie e pede para ver os desenhos de Edgar sobre a vizinhança. Ao inspecionar, Vincent percebe que os desenhos são na verdade um mapa, que ele agora acredita que o levará a Edgar. Ledroit, tendo descoberto que Lennie já foi preso em um clube frequentado por jovens traficantes, pergunta a Lennie sobre Edgar e Marlon, e Lennie lhe dá o nome de Ricardo, um jovem que pode ter sido um dos últimos a ver Marlon. |                          |              |             |                    |
| 5 | "Episode 5" "Episódio 5" | Lucy Forbes  | Abi Morgan  | 30 de maio de 2024 |
| Cassie recebe uma ligação de Yuusuf, informando o local do encontro e exigindo que lhe seja pago a recompensa de US$ 25.000,00 oferecida pelos pais de Vincent pelo retorno de Edgar. Ledroit segue a pista de Lennie sobre Ricardo, que revela que ele trocou as camisas de basquete com Marlon no dia em que ele desapareceu e, além disso, que sua camisa, a que Marlon estava usando, era a número 8. Ledroit também suspeita que tanto Ricardo quanto Marlon frequentavam a The Lux. Ele pede ao proprietário da boate, Alex Gator, que encontre as imagens do circuito interno de TV do dia em que Marlon desapareceu. Enquanto isso, Vincent fica irritado com a interpretação de Eric feita pela emissora quando o novo personagem é apresentado em um evento beneficente. O mapa de Edgar leva Vincent ao metrô e, por fim, à vila dos sem-teto onde Edgar está sendo mantido, mas ambos não sabem da presença um do outro. Os pais de Vincent trazem Ledroit até seu apartamento quando Cassie lhes pede o dinheiro da recompensa, para pagar o homem que diz ter Edgar. Antes que a troca possa ser feita, a prefeitura envia a polícia para limpar a vila dos sem-teto. Yuusuf permite que uma conhecida, uma garota chamada Raya, leve Edgar rapidamente para a superfície. Vincent avista Edgar brevemente em meio ao caos que se segue. Ao subir para a superfície, Edgar escorrega e arrasta Raya com ele; ambos caem na água corrente de um bueiro abaixo. |                          |              |             |                    |
| 6 | "Episode 6" "Episódio 6" | Lucy Forbes  | Abi Morgan  | 30 de maio de 2024 |

## Lançamento
A minissérie foi lançada na Netflix em 30 de maio de 2024. 
Um álbum de trilha sonora com músicas originais da minisssérie composta por Keefus Ciancia foi lançado em plataformas de streaming em 31 de maio de 2024. Além disso, a música tema de Good Day Sunshine escrita por Tim Minchin também foi lançada no streaming no mesmo dia.

## Recepção
No agregador de resenhas Rotten Tomatoes, 71% dos 57 críticos deram uma crítica positiva à série, com uma avaliação média de 6,3/10. O consenso dos críticos do site diz: "Surpreendentemente perturbador, apesar de sua aparência externamente confusa, Eric é um perverso criador de gêneros que pode não articular totalmente todas as suas ideias, mas oferece uma farra memorável e demente."  No Metacritic, a série possui uma pontuação média ponderada de 61 em 100, com base em 31 críticos, indicando críticas "geralmente favoráveis". 

## Links externos
- Eric na Netflix
- Eric. no IMDb.